# Pier Paolo Vergerio l'Ancien
Ne doit pas être confondu avec Pier Paolo Vergerio.
Pier Paolo Vergerio l'Ancien (né à Capodistria, aujourd'hui Koper en Slovénie, le 23 juillet 1370, mort à Budapest, Hongrie, le 8 juillet 1444) était un humaniste et pédagogue italien.

## Biographie
Après avoir étudié la grammaire à Padoue, il étudie la dialectique à Florence, la logique à Bologne puis, après un intermède à Padoue, il revient à Florence où il apprend le grec avec Manuel Chrysoloras.
En 1405, il se rend à la cour du pape Innocent VIII, où il écrit la Poetica enarratio et les Quaestiones de Ecclesiae potestate sur la grave crise que traversaient l'Église et la papauté. Plus tard, il accompagne le cardinal Francesco Zabarella au concile de Constance, où il mène un subtil travail diplomatique et gagne l'estime de l'empereur Sigismond, qu'il suit ensuite en Bohême et en Hongrie.
Traducteur de l'Arrien, il étudie Sénèque et Hippocrate ; mais Vergerio est surtout connu pour la comédie Paulus, ad iuvenum mores corrigendos (1388-1390) et pour le traité De ingenuis moribus et liberalibus adolescentiae studiis (1400-1402) où il exprime les valeurs éducatives des humanistes florentins, qui considéraient les studia humanitatis comme seules dignes d'un homme libre et de sa vocation mondaine et civile.
Il fonde à Bude un cercle d'humanistes hongrois, italiens et polonais.

## Œuvres
- Pro redintegranda uniendaque Ecclesia, publié avec une introduction et des notes de Carlo Combi dans Archivio storico per Trieste, l'Istria ed il Trentino (publié à Rome en 1882), 351-74.
- Historia principum Carrariensium ad annum circiter MXXXLV, publication de Muratori, Rerum ital. Script., XVI, 113-184.
- Vita Petrarcae, publié par Giacomo Filippo Tomasini dans Petrarca redivivus, (publié à Padoue en 1638)
- Paulus, ad iuvenum mores corrigendos, écrit entre 1388 et 1390.
- De ingenuis moribus ac liberalibus studiis écrit entre 1400 et 1402, le premier traité sur les principes de bonne éducation.

Ses lettres, au nombre de 146, ont été publiées par Thomas Luciani (Venise, 1887).
Il existe aussi en manuscrits : une version latine de la Gesta Alexandri Magni d'Arrien, une Vie de Sénèque, un éloge de saint Jérôme, des comédies, des satires et autres poèmes.

## Sources
- (it) Cet article est partiellement ou en totalité issu de l’article de Wikipédia en italien intitulé « Pier Paolo Vergerio il vecchio » (voir la liste des auteurs).